# Дарвин, Эразм
Эра́зм Да́рвин (англ. Erasmus Darwin; 12 декабря 1731, Элстон — 18 апреля 1802, Бредсолл) — английский врач, натуралист, изобретатель и поэт. Один из наиболее значимых деятелей британского Просвещения. Основатель Философского общества Дерби, организатор Личфилдского ботанического общества и один из основателей Лунного общества, член Лондонского Королевского общества. Был противником рабства и выступал за доступность образования для женщин.
Дед эволюциониста Чарльза Дарвина и антрополога Фрэнсиса Гальтона, отец врача Роберта Дарвина. Автор переводов на английский язык трудов первого президента Шведской Академии наук Карла Линнея. Собеседник Ж.-Ж. Руссо.

## Биография

### Ранние годы

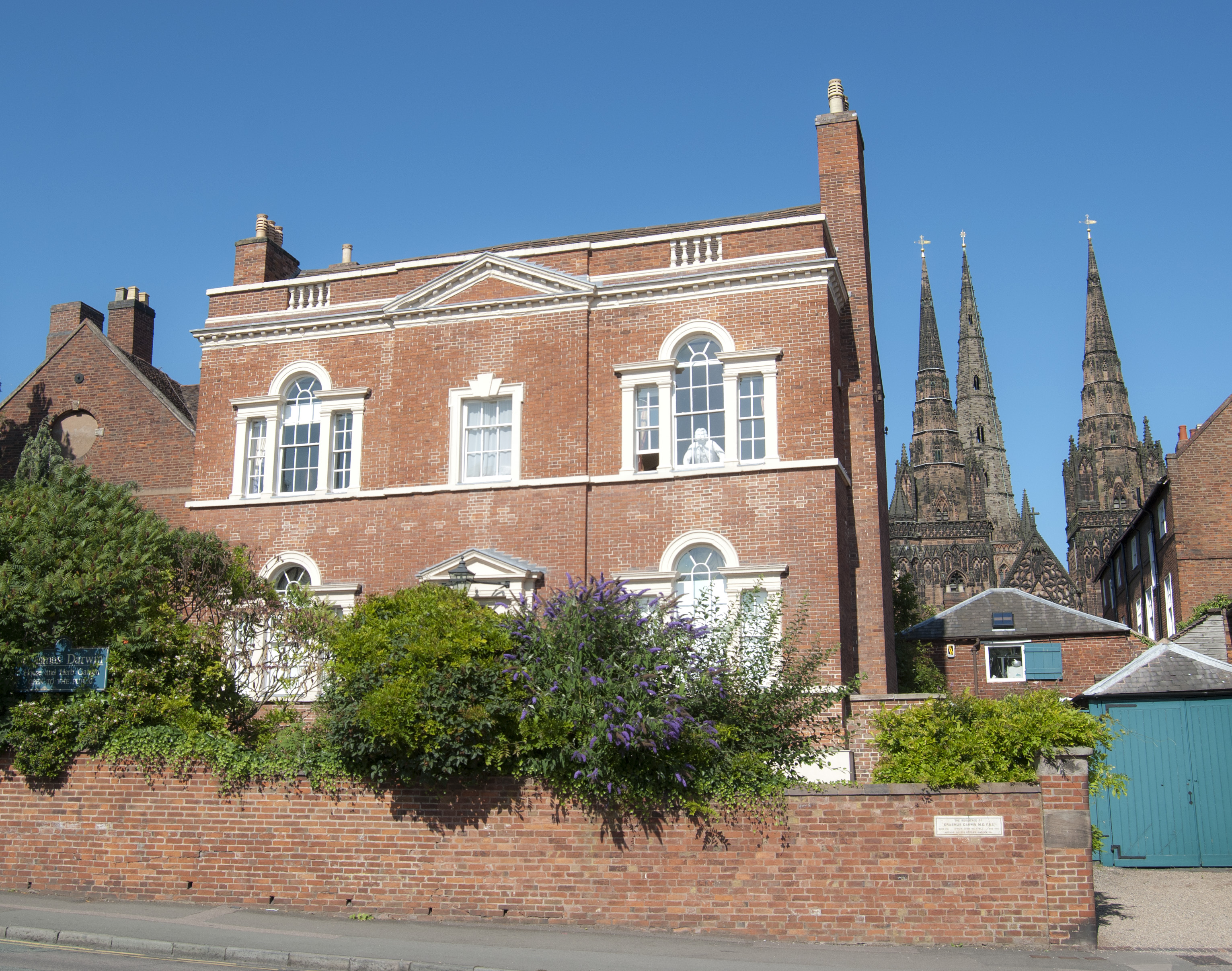
Дом Дарвина в Личфилде. Сейчас в этом здании находится музей, посвящённый его жизни и работе

Эразм Дарвин родился в деревне Элстон в графстве Ноттингемшир, неподалёку от Ньюарк-он-Трента, в семье адвоката Роберта Дарвина (1682—1754) и Элизабет Хилл (1702—1797). Имя «Эразм» было распространено в семье Дарвина и уходило корнями к его предку Эразму Эрлу, который служил под началом Оливера Кромвеля. У Дарвина было три брата и три сестры: ботаник Роберт Уоринг (1724—1816), священник Элстона Чарльз (1730—1805), Уильям Элви (1726—1783), Элизабет (1725—1800), Энн (1727—1813) и Сюзанна (1729—1789).
Дарвин учился в грамматической школе Честерфилда, а после неё — в колледже святого Иоанна в Кембридже. Медицинское образование получил в медицинской школе Эдинбургского университета.

### Врачебная практика

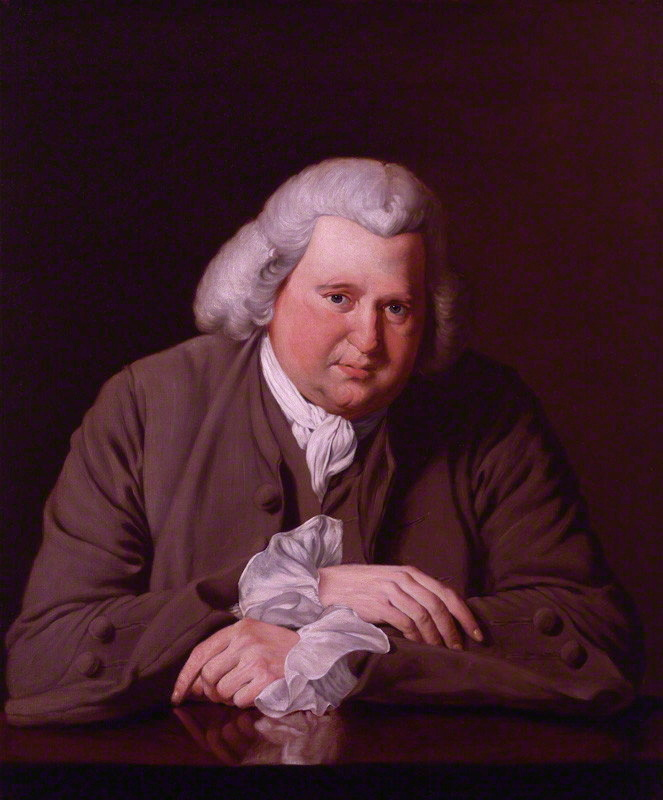
Портрет 1770 года кисти Джозефа Райта

В 1756 Дарвин начал работать врачом в Ноттингеме, но, не добившись больших успехов, через год переехал в Личфилд, где начал собственную врачебную практику. Через несколько недель после прибытия, используя новейшие достижения медицины, вылечил молодого человека, чья смерть считалась неизбежной. Этот случай обеспечил ему успешную карьеру, и в течение пятидесяти лет Эразм Дарвин считался одним из самых лучших врачей Центральной Англии. Он лечил Пенелопу Бутби, но лечение не дало результата. Король Георг III приглашал его стать королевским врачом, но Дарвин отказался. В 1761 году Дарвин был избран членом Лондонского королевского общества.
Эразм Дарвин был очень тучным человеком. Он перестал измерять собственный вес, когда достиг 153 килограммов. При посещении пациентов Дарвин просил своего кучера заходить первым и проверять выдержит ли его пол.

### Личная жизнь
Дарвин был дважды женат и у него было 14 детей, включая двух внебрачных дочерей от своей гувернантки.
В 1757 году Дарвин женился на Мэри Ховард (1740—1770). У них было пятеро детей: Чарльз (1758—1778), Эразм II (1759—1799), Элизабет (1763, прожила 4 месяца), Роберт Уоринг (1766—1848) и Уильям Элви (1767, прожил 19 дней). Мэри умерла в 1770 году. Для присмотра за Робертом, которому было всего 4 года, была нанята гувернантка Мэри Паркер. К концу 1771 года у Эразма и Мэри начались близкие отношения и у них родились две дочери: Сюзанна (1772—1856) и Мэри Младшая (1774—1859), которые впоследствии основали школу-интернат для девочек. В 1782 году Мэри Паркер вышла замуж за торговца из Бирмингема Джозефа Дэя (1745—1811) и уехала.
Возможно, что у Дарвина был ещё один внебрачный ребёнок. В 1771 году Люси Свифт родила дочь Люси, которая была крещена как ребёнок её матери и Уильяма Свифта, но есть предположение, что отцом был Дарвин. Люси Младшая вышла замуж за Джона Хардкасла в Дерби в 1792 году. Их дочь Мэри стала женой врача Фрэнсиса Бутта.
В 1775 году Дарвин встретил Элизабет Поул, дочь Чарльза Колиера, второго графа Портмора. На тот момент она была замужем за полковником Эдвардом Поулом (1718—1780), и Дарвин мог выражать свои чувства только через поэзию. Когда Эдвард Поул умер, Дарвин женился на Элизабет и переехал в её дом Радбоурн Холл, который находился в шести километрах от Дерби. У них было семеро детей: Эдвард (1782—1829), Фрэнсис Энн Виолетта (1783—1874) — мать психолога Фрэнсиса Гальтона, Эмма Джиорджина Элизабет (1784—1818), Фрэнсис (1786—1859), Джон (1787—1818), Генри (1789—1790) и Харриет (1790—1825).

### Смерть

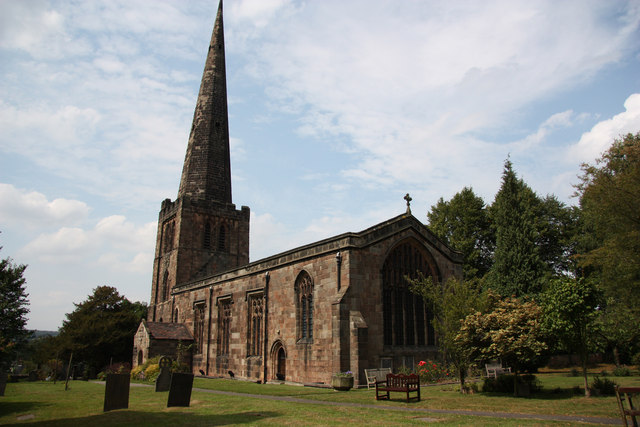
Эразм Дарвин похоронен в церкви всех святых в Бредсолле

Дарвин умер внезапно 16 апреля 1802 года, через несколько недель после переезда в Бредсолл к северу от Дерби. Он был похоронен в церкви всех святых Бредсолла.

## Труды

### Ботаника
Дарвин основал Ботаническое общество Личфилда для перевода работ шведского ботаника Карла Линнея с латыни на английский язык. На эту работу ушло семь лет. Результатом этой работы стал перевод книги Systema Vegetabilium, публиковавшийся с 1783 по 1785, и перевод книги Genera Plantarum, опубликованный в 1787. В этих работах Дарвин дал английские имена многим растениям, которые используются по сей день.

### Зоономия
Наиболее значимый научный труд Дарвина — Зоономия, или Законы органической жизни, который посвящён таким темам, как патология, анатомия, психология и функционирование человеческого тела. В главе о биогенезе Дарвин предвосхитил многие идеи Жана Батиста Ламарка, который первым создал целостную теорию эволюции. Эразм Дарвин основывал свои теории на психологической теории ассоцианизма Дэвида Гартли. В Зоономии Дарвин приходит к заключению, что вся органическая жизнь на земле пошла от одной живой частицы, которую неизвестная великая первопричина наделила силой жизни. Эта частица, управляемая раздражителями, чувствами и силой воли, и обладающая способностью обзаводиться новыми частями, дающими новые способности, передавала эти улучшения из поколения в поколение, и этому процессу нет конца.
Дарвин также предвосхитил идею естественного отбора. В Зоономии он писал, что у каждого живого организма есть три объекта желания: похоть, голод и безопасность. В главе о размножении, Эразм высказал идею о том, что наиболее сильная и активная особь лучше размножается, тем самым улучшая следующее поколение. Эта идея практически идентична теории выживания наиболее приспособленных.
Сочинение было осуждено папской курией и включено в «Индекс запрещённых к чтению книг».
Эразм Дарвин был знаком с более ранними прото-эволюционистскими идеями Джеймса Бернетта, и ссылался на него в «Храме природы» (1803).

### Поэзия

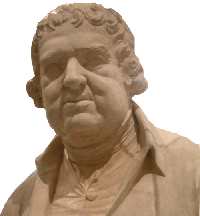
Бюст Эразма Дарвина работы Уильяма Джона Кофе (1795)

В 1789 году Дарвин написал поэму «Любовь растений», которая являлась изложением в популярной форме работ Линнея. В этом произведении Дарвин в поэтической форме наделяет человеческими чертами половые органы растений, олицетворяя пестик и тычинку с женихом и невестой. Здесь Эразм впервые обращается к эволюционистским идеям.
В поэме «Экономия растительности» Дарвин восхваляет научный прогресс и затрагивает космологические темы. 
«Любовь растений» и «Экономия растительности» были опубликованы в книге «Ботанический сад».
Последняя поэма Дарвина «Храм природы, или происхождение общества» была опубликована посмертно в 1803 году. Произведение основано на его собственной концепции эволюции и описывает развитие жизни от микроорганизмов до цивилизованного общества. «Храм природы» был переведен на русский язык зоологом и поэтом-переводчиком Николаем Александровичем Холодковским в 1921 году.
Поэзия Дарвина была высоко оценена поэтом Уильямом Вордсвортом, но при этом была раскритикована Кольриджем. Последний писал, что поэма Дарвина у него вызывает отвращение.
Основными темами в поэзии Дарвина были его научные интересы — например, ботаника или паровые двигатели.

### Женское образование
В 1797 году вышла работа Дарвина «Планирование организации образования женщин в школах-интернатах».
Дарвин сожалел о том, что хорошее образование было недоступно женщинам в Британии. В своих идеях он опирался на труды Локка, Руссо и Жанлис. Рассуждая об образовании девочек из среднего класса, Дарвин высказал мнения, что любовные романы вредны и что девочки должны стремиться носить простую одежду. Он полагал, что молодые девушки должны обучаться в школах, а не дома, и изучать серьёзные предметы. Эти предметы должны включать физиогномику, физические упражнения, ботанику, химию, минералогию и экспериментальную философию. Также девочек нужно знакомить с искусством и индустрией, проводя экскурсии в такие места, как угольные шахты или карьеры, гончарные мастерские и т. д. Они должны знать, как управляться с деньгами, и изучать современные языки. Философия образования Дарвина заключалась в том, что женщины и мужчины должны обладать разными, но дополняющими друг друга навыками, умениями и интересами.

## Лунное общество

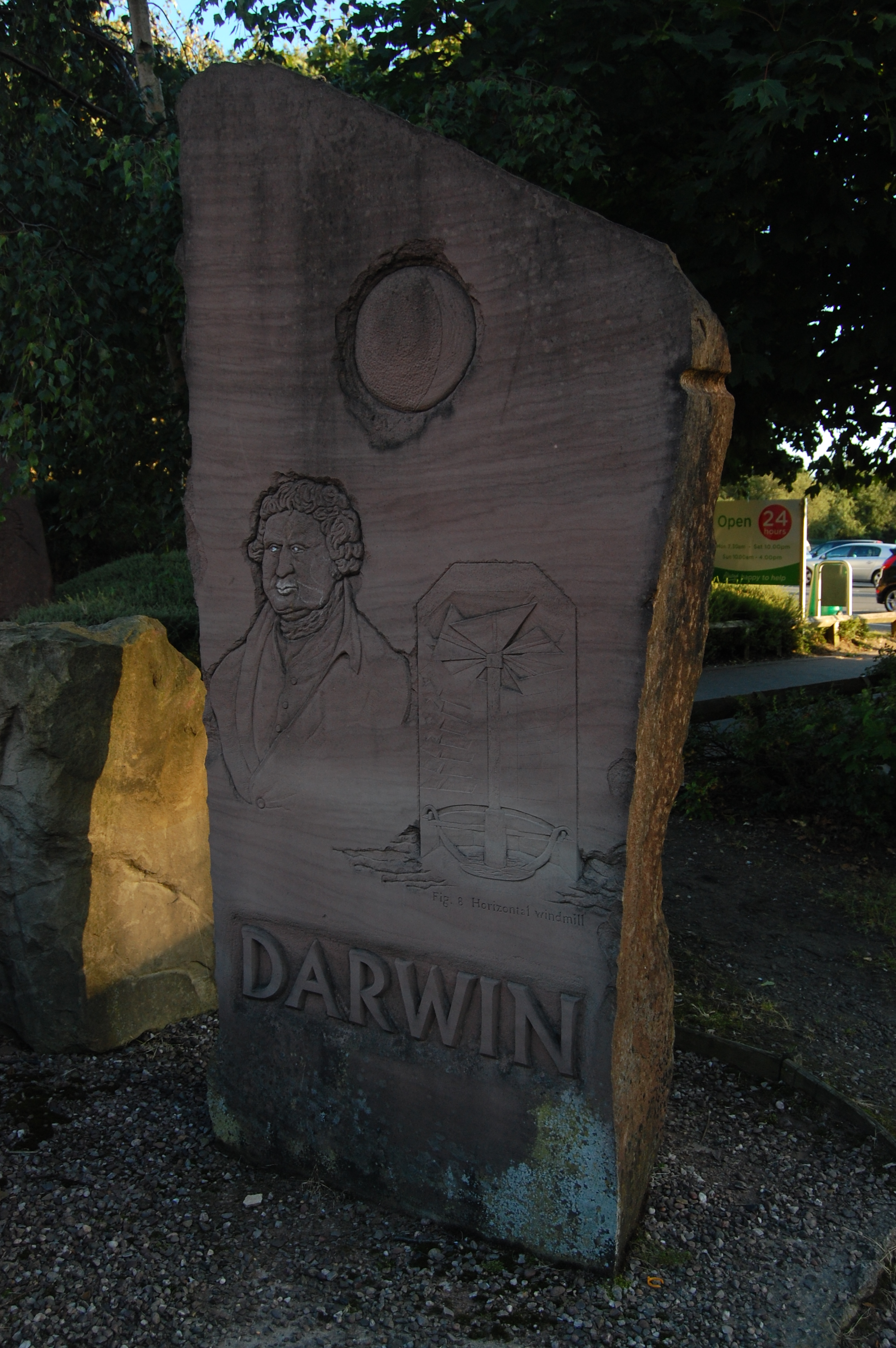
Эразм Дарвин увековечен на одном из «Лунных камней» в составе мемориала, посвящённого членам Лунного общества.

Дарвин был одним из основателей Лунного общества — интеллектуального клуба, в который входили видные деятели британского Просвещения, включая промышленников, натурфилософов и интеллигенцию. Лунное общество просуществовало с 1765 по 1813 год.
Здесь Дарвин стал близким другом Бенджамина Франклина, который разделял его взгляды на французскую и американскую революции. Лунное общество было интеллектуальной движущей силой английской промышленной революции.
Дарвин, как и другие члены Лунного общества, был сторонником движения за отмену рабства. Он остро критиковал рабовладельцев в своих поэмах.

## Изобретения
Дарвин является изобретателем нескольких устройств, но не запатентовал ни одно из них. Он считал, что это может навредить его врачебной практике, и поддерживал своих друзей в патентовании модификаций его изобретений. Среди его изобретений были:
- горизонтальная ветряная мельница, которую Дарвин спроектировал для Джозайи Уэджвуда;
- устойчивая повозка (1766);
- рулевое управление повозкой, которое было использовано в автомобилях 130 лет спустя (1759);
- судоподъёмник (1777)[26];
- заводная искусственная птица;
- копирующая машина (1778);
- различные устройства для слежения за погодой;
- артезианский колодец (1783).

В своих заметках, датируемых 1779 годом, Дарвин сделал наброски простого водородно-кислородного ракетного двигателя с резервуарами для газа, подсоединенными системой труб к камере сгорания и соплу.

### Рулевая трапеция Аккермана
Дарвин, будучи врачом, много ездил на повозке и страдал от тряски и опрокидываний. Если задние колёса обычно делают вровень с рамой, то передние — значительно ниже и меньше, ведь поворачивалась вся ось. Такая конструкция бьёт по проходимости и делает повозку неустойчивой: на больших углах поворота повозка фактически становится трёхколёсной. Первым решением Дарвина стал рулевой кулак, поворачивающий только колесо, а не ось. Кулаки соединены рулевой тягой, но какова геометрия всей этой конструкции? Дарвин пришёл к выводу: рулевая тяга должна быть длиннее, чем ось — его повозка поворачивала за счёт дышла, проходящего через отверстие в тяге, так что тягу приходилось держать спереди. Известны пять повозок, сделанных местным каретником по чертежам Дарвина, но исследователь Десмонд Кинг-Хил сомневается, что конструкция была повсеместно принята: повозки ремонтируют у ближайшего кузнеца, Дарвин не ездил далеко, но для других она казалась избыточно сложной.
В дальнейшем эту конструкцию обнаружил где-то (скорее всего, переизобрёл) немецкий производитель телег Георг Ланкеншпергер и запатентовал в 1818 через англичанина Рудольфа Аккермана, отсюда прозвище рулевая трапеция Аккермана. Он же перенёс рулевую тягу назад, сделав её короче, и предложил знаменитый принцип: продолжения плеч рулевых кулаков должны пересекаться на задней оси.
Этот принцип применяется ко всем автомобилям, кроме некоторых шоссейно-гоночных (формула-1 и подобных), которые жертвуют общей манёвренностью в пользу прохождения поворотов с большими поперечными перегрузками: перегруженное внешнее колесо позволяет больший увод (боковую деформацию) шины, чем недогруженное внутреннее.

## Память

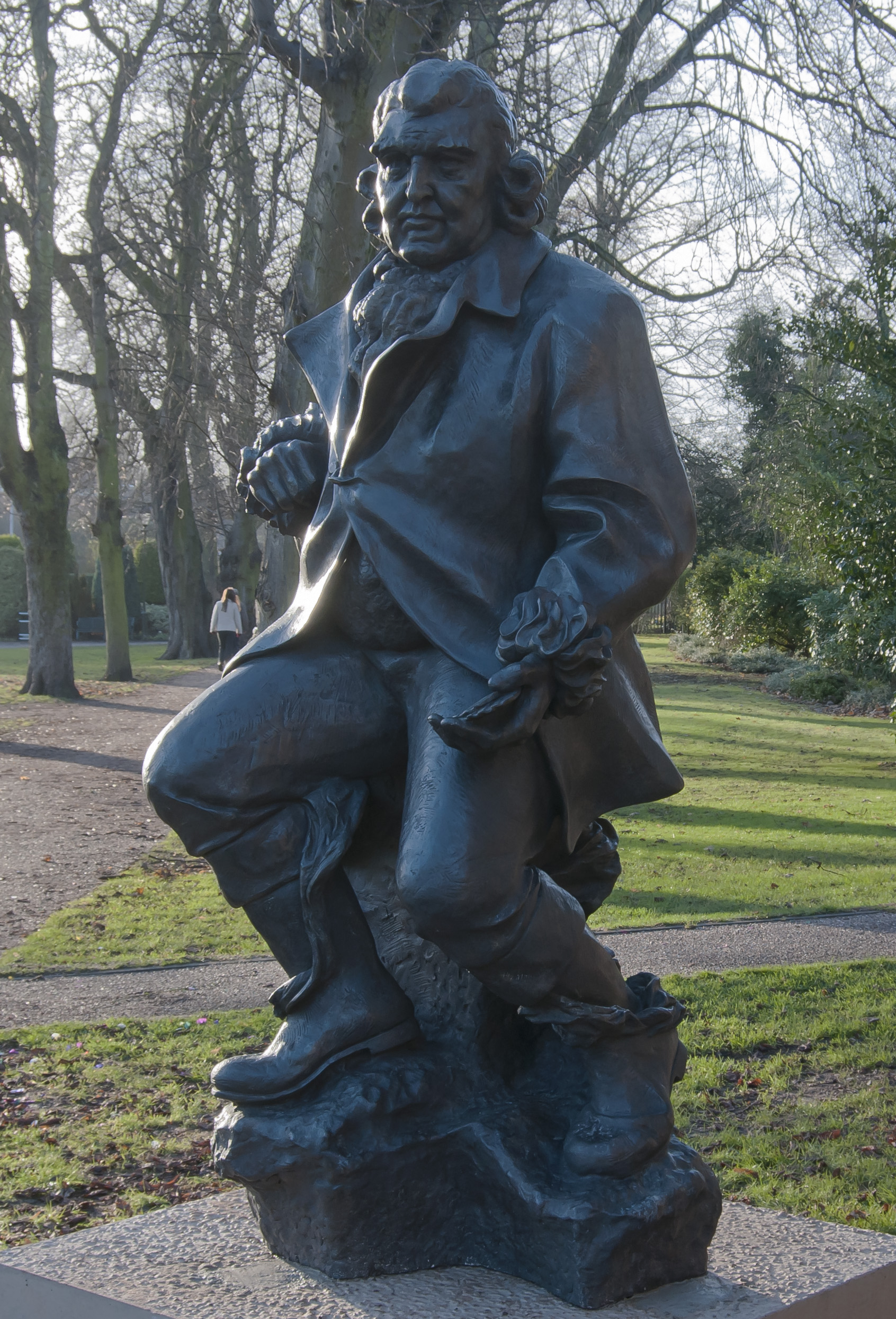
Памятник Эразму Дарвину в Личфилде

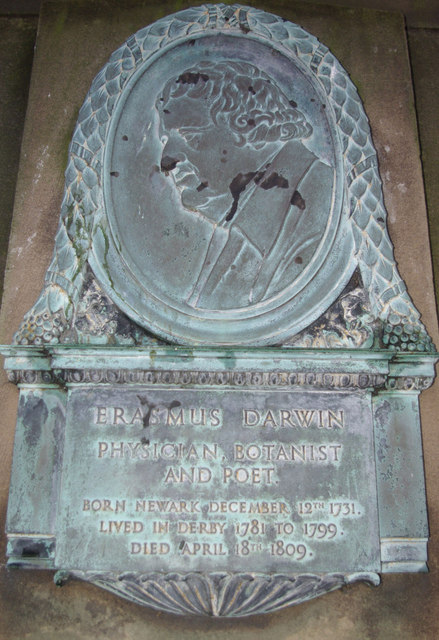
Мемориальная доска в Дерби

Эразм Дарвин был увековечен на одном из «лунных камней», серии памятников в Бирмингеме, поставленных в 1999 году. Памятник Дарвину также установлен в Личфилде. В Дерби в память об Эразме Дарвине установлена мемориальная доска. В доме, где жил Дарвин, сейчас находится музей, посвящённый его жизни и работе.
В честь Дарвина в 1816 году было названо вечнозеленое растение Дарвиния.
Школа со статусом академии в городе Бернтвуд носит название «Академия Эразма Дарвина»

## Эразм Дарвин в литературе
В сборнике рассказов Чарльза Шеффилда «Неподражаемый доктор Дарвин» Эразм Дарвин выступает в роли детектива-любителя, методы которого несколько напоминают методы Шерлока Холмса.
В книге Сергея Лукьяненко «Новый Дозор» (2012 г.) Эразм Дарвин выведен как Тёмный Иной, пророк, который в 14-летнем возрасте сумел обмануть Тигра (Палача).
Мэри Шелли в предисловии к изданию Франкенштейна 1831 года, упомянула, что эксперименты доктора Дарвина часто обсуждались в ходе вечерних дискуссий, и именно они вдохновили её на написание романа.